# Agnieszka Mitręga
Agnieszka Mitręga est une ancienne joueuse polonaise de volley-ball, née le 26 avril 1985 à Cieszyn. Elle mesure 1,85 m et jouait au poste de réceptionneuse-attaquante. 

## Clubs
| Club                | De        | À         |
| ------------------- | --------- | --------- |
| VC Victoria Cieszyn | 1999-2000 | 1999-2000 |
| SMS PZPS Sosnowiec  | 2000-2001 | 2003-2004 |
| Wisła Cracovie      | 2004-2005 | 2005-2006 |
| PLKS Pszczyna       | 2007-2008 | 2014-2015 |

## Palmarès
- Championnat d'Europe des moins de 20 ans
  - Vainqueur : 2002.